# بيرس براون
بيرس براون (بالإنجليزية: Pierce Brown)‏ (28 يناير 1988، دنفر في الولايات المتحدة)؛ كاتب سيناريو وروائي أمريكي.
من أبرز أعماله رواية الخيال العلمي انتفاضة الحمر.

## روابط خارجية
- بيرس براون على موقع IMDb (الإنجليزية)
- بيرس براون على موقع ميوزك برينز (الإنجليزية)
- بيرس براون على موقع قاعدة بيانات الفيلم (الإنجليزية)